# Krzysztof Sitarski
Krzysztof Serafin Sitarski (ur. 14 listopada 1976 w Wodzisławiu Śląskim) – polski inżynier górnik i polityk, poseł na Sejm VIII kadencji.

## Życiorys
Z wykształcenia inżynier podziemnej eksploatacji złóż, ukończył w 2002 studia inżynierskie na Wydziale Górnictwa i Geologii Politechniki Śląskiej. Odbył następnie studia typu MBA w Collegium Humanum-SGM. Pracował jako górnik, osoba dozoru górniczego, następnie zatrudniony jako dyspozytor ruchu w Kopalni Węgla Kamiennego „Chwałowice” w Rybniku. Prowadził również własną działalność gospodarczą w branży przewozowej. Został członkiem NSZZ „Solidarność”.
W wyborach parlamentarnych w 2015 kandydował do Sejmu w okręgu rybnickim z pierwszego miejsca na liście powołanego przez Pawła Kukiza komitetu wyborczego wyborców. Uzyskał mandat posła VIII kadencji, otrzymując 12 127 głosów. W Sejmie został m.in. wiceprzewodniczącym Komisji do Spraw Energii i Skarbu Państwa oraz członkiem Komisji do Spraw Kontroli Państwowej. W latach 2015–2017 reprezentował polski parlament w Zgromadzeniu Parlamentarnym Rady Europy. W 2016 współtworzył stowarzyszenie Endecja i był jego pełnomocnikiem w województwie śląskim. Startował w wyborach do Parlamentu Europejskiego w 2019, jednak Kukiz’15 nie uzyskał mandatów. Kilkanaście dni po wyborach wystąpił z klubu poselskiego Kukiz’15. Pod koniec lipca 2019 został członkiem klubu parlamentarnego Prawa i Sprawiedliwości. Nie ubiegał się w tym samym roku o poselską reelekcję.
Został prezesem zarządu Stowarzyszenia Polski Wodór, zaangażował się w inicjatywy promujące wodór jako paliwo alternatywne i rozwój przemysłu wodorowego w Polsce. Wstąpił do stowarzyszenia OdNowa RP. W 2023 wystartował do Sejmu z listy Prawa i Sprawiedliwości.